# 1962 في الدنمارك
فيما يلي قوائم الأحداث التي وقعت خلال عام 1962 في الدنمارك.

## سياسة

### تعيين في المنصب
- 3 سبتمبر – جينز أوتو كراغ رئيس وزراء الدنمارك.

### انتهاء فترة المنصب
- 3 سبتمبر – جينز أوتو كراغ وزير الخارجية [الإنجليزية]‏.

## مواليد

### مارس
- 6 مارس – يان بارترام لاعب كرة قدم دنماركي.

### يونيو
- 4 يونيو – بير فريمان لاعب كرة قدم دنماركي.

### أكتوبر
- 2 أكتوبر – بريان هولم دراج دنماركي.

### نوفمبر
- 15 نوفمبر – كيم فيلفورت لاعب كرة قدم دنماركي.

## وفيات

### سبتمبر
- 7 سبتمبر – كارين بلكسين (مواليد 1885) كاتبة دنماركية.

### نوفمبر
- 18 نوفمبر – نيلز بور (مواليد 1885) فيزيائي دنماركي حائز على جائزة نوبل سنة 1922.